# Silvia Farriol
Silvia Farriol Gil (Barcelona, 1947) es una arquitecta española.

## Trayectoria profesional
Farriol estudió en la Escuela Técnica Superior de Arquitectura de Barcelona (ETSAB) donde se licenció en 1974. Al año siguiente, en 1975, se cumplió el Centenario de la Escuela de Arquitectura 1875-1975 y se editó un libro con ese mismo título, donde Farriol aparecía como una de las 100 primeras tituladas de arquitectura de la primera generación de arquitectas de Cataluña.
En su promoción de 1974, fueron once las mujeres egresadas en la Escuela. Esa publicación se generó desde la investigación iniciada en 2005 por el grupo MAGA Mujeres Arquitectas de Galicia, presentado en las Jornadas Mujer y Arquitectura: experiencia docente, investigadora y profesional, en noviembre de 2012. Dirigió el seminario de Industria y diseño para la Universidad Internacional Menéndez Pelayo en Sevilla en 1985.
Junto a Anna Soler, fundaron un despacho de arquitectura propio en 1975 y juntas fueron responsables de las actividades culturales del Colegio de Arquitectos de Cataluña desde 1975 a 1980. Hasta 1986, Farriol dirigió la empresa constructora familiar. También ha sido presidenta de la Asociación interdisciplinar para la cultura del espacio (ARQUINFAD) desde 2009 hasta 2018.
En 2002, Farriol y Pepe Cortés dirigieron en el Casino de la Exposición de Sevilla «Cataluña, tierra de acogida», con una imagen gráfica creada por Javier Mariscal y un logotipo de Josep María Trías.
Publicó en 2020, junto a Francis Closas, el libro sobre la vida de su tío, el actor Alberto Closas, titulado Alberto Closas: a un paso de las estrellas.

## Obras
Se le atribuyen varias obras relevantes en Barcelona, como son la Rehabilitación del Palacio Solferino-Centelles 1985-1986, el Hangar de Aviones del Aeropuerto del Prat en 1989, el Frontón Colon 1990-1992 que se utilizó como equipamiento deportivo en las Olimpiadas de Barcelona 1992 y la rehabilitación del Instituto Cartográfico de Cataluña 1994-1995.

## Libros
- 2020 - Alberto Closas: a un paso de las estrellas. Ediciones Cátedra. ISBN 9788437641331.[5][4][6]

## Premios
- Premios FAD 82 por el Instituto Cartográfico de Cataluña de la calle Balmes.
- Finalista FAD 89, por el hangar de aviones del aeropuerto de El Prat de Llobregat de Barcelona, con Saenz de Oiza de jurado,
- Finalista de interiorismo FAD 89, por El Gran Colmado,
- Selección a los Premios FAD 92, por el Frontón Colón, en las Ramblas de Barcelona,
- Selección a los Premios FAD 96, por el Instituto Cartográfico de Cataluña, en Montjuïc,
- Mención especial Premios REHABITEC 96, por el Instituto Cartográfico de Cataluña,
- Premios BONAPLATA 1997, finalista de restauración por el Instituto Cartográfico de Cataluña,
- Finalista en la primera BIENAL de ARQUITECTURA del VALLÈS 2001, como Promoción Innovadora y Calidad constructiva, para el Ies Montmeló,
- Selección a los Premios DÉCADA 2002, por el Frontón Colon,
- Selección a los Premios DÉCADA 2005, por el Instituto Cartográfico de Cataluña.
- Selección a los Premios de Arquitectura de las Comarcas de Girona 2012, por la Ampliación del CEIP Agustí Bartra de Bañolas.

## Exposiciones
Ha expuesto su obra en el Colegio de Arquitectos de Cataluña 1985 - Obra pública en Cataluña, en el Congreso Unión Internacional de Arquitectos 1996 - Arquitectura catalana. La era democrática 1976-96, en el Colegio de Ingenieros de Cataluña 1997 - Frontón Colon, y en la Exposición de Arquitectura Mediterránea en Tesalónica, Capital Cultural 1997, organizada por la Unesco. Selección de la ampliación del CEIP Agustí Bartra de Tarrasa para la exposición de Arquitectura Catalana de la Bienal de Venecia 2012.